# Yahalom
Yahalom — симметричный протокол распределения ключей с доверенным сервером. Протокол Yahalom можно рассматривать как улучшенную версию протокола Wide-Mouth Frog. Данный протокол «перекладывает» генерацию нового сессионного ключа на сторону доверенного центра, а также использует случайные числа для защиты от атак повтором.

## Описание

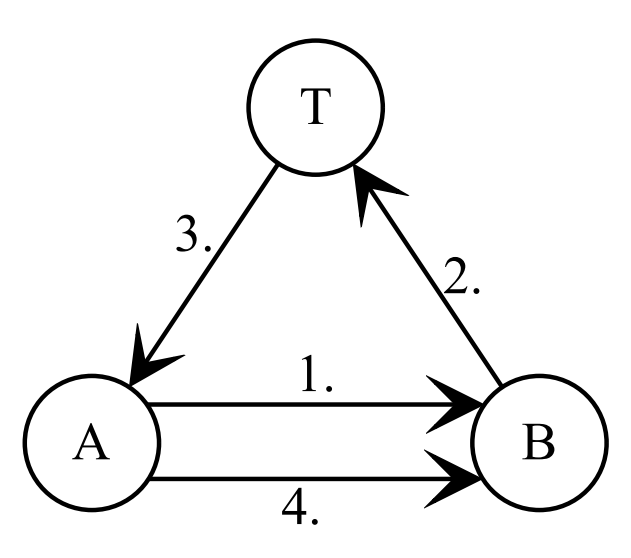
Взаимодействие участников протокола Yahalom

При симметричном шифровании, предполагается, что секретный ключ, который принадлежит клиенту, известен только ему и некоторой третьей доверенной стороне — серверу аутентификации. В процессе сеанса протокола клиенты Алиса и Боб получают от сервера аутентификации Трента новый секретный сессионный ключ для шифрования взаимных сообщений в текущем сеансе связи. Реализация протокола:
{\textstyle (1)Alice\to \left\{A,R_{A}\right\}\to Bob}
{\textstyle (2)Bob\to \left\{B,E_{B}(A,R_{A},R_{B})\right\}\to Trent}
{\textstyle (3)Trent\to \left\{E_{A}(B,K,R_{A},R_{B}),E_{B}\left(A,K\right)\right\}\to Alice}
{\textstyle (4)Alice\to \left\{E_{B}(A,K),E_{K}(R_{B})\right\}\to Bob}
Первым сообщение Алиса инициирует сеанс, пересылая Бобу свой идентификатор {\displaystyle A} и некоторое случайное число {\displaystyle R_{A}}:
{\displaystyle (1)Alice\to \left\{A,R_{A}\right\}\to Bob}
Получив сообщение от Алисы, Боб объединяет идентификатор Алисы {\displaystyle A}, случайное число Алисы {\displaystyle R_{A}} и своё случайное число {\displaystyle R_{B}} и шифрует созданное сообщение общим с Трентом ключом. После добавления к этому сообщению своего идентификатора {\displaystyle B} Боб отправляет полученное сообщение Тренту:
{\displaystyle (2)Bob\to \left\{B,E_{B}(A,R_{A},R_{B})\right\}\to Trent}
Трент расшифровывает сообщение сообщение Боба и создаёт два сообщения. Первое сообщение включает в себя идентификатор Боба {\displaystyle B}, сгенерированный Трентом сессионный ключ {\displaystyle K}, случайное число Алисы {\displaystyle R_{A}} и случайное число Боба {\displaystyle R_{B}}. Данное сообщение шифруется общим с Алисой ключом. Первое сообщение имеет вид:
{\displaystyle \left\{E_{A}(B,K,R_{A},R_{B})\right\}}
Второе сообщение шифруется общим ключом для Трента и Боба и включает в себя идентификатор Алисы　{\displaystyle A} и сгенерированный Трентом сессионный ключ　{\displaystyle K}. Второе сообщение имеет вид:
{\displaystyle \left\{E_{B}(A,K)\right\}}
Трент пересылает Алисе оба созданные сообщения:
{\displaystyle (3)Trent\to \left\{E_{A}(B,K,R_{A},R_{B}),E_{B}\left(A,K\right)\right\}\to Alice}
Алиса получает два сообщения от Трента и расшифровывает первое из них. Расшифровав сообщение, Алиса извлекает сессионный ключ {\displaystyle K} и убеждается, что случайное число переданное Трентом {\displaystyle R_{A}} совпадает со случайном числом переданным Бобу на первом этапе　. После этого Алиса отправляет два сообщения Бобу. Первое сообщение является полученное от Трента сообщением, зашифрованным общим ключом для Трента и Боба. Данное сообщение состоит из идентификатора Алисы {\displaystyle A} и сессионного ключа {\displaystyle K}:
{\displaystyle \left\{E_{B}(A,K)\right\}}
Второе сообщение является зашифрованным с помощью сгенерированного Трентом сессионного ключа　случайное число Боба {\displaystyle R_{B}}:
{\displaystyle \left\{E_{K}(R_{B})\right\}}
Оба сообщения Алиса отправляет Бобу:
{\displaystyle (4)Alice\to \left\{E_{B}(A,K),E_{K}(R_{B})\right\}\to Bob}
Боб расшифровывает первое сообщение и извлекает сессионный ключ {\displaystyle K}. С помощью извлечённого сессионного ключа Боб расшифровывает второе сообщение и получает случайное число {\displaystyle R_{B}}. Боб сверяет полученное от Алисы число со случайным числом отправленным на втором этапе.　После описанных действий стороны могут использовать новый сессионный ключ {\displaystyle K}}.
Протокол Yahalom помимо генерации сессионного ключа обеспечивает аутентификацию сторон:
- Аутентификация Алисы перед Бобом происходит на четвёртом этапе {\displaystyle (4)}, когда Боб может проверить возможность Алисы зашифровать известные только ей и Тренту случайное число {\displaystyle R_{A}} на ключе {\displaystyle K}.

- Аутентификация Боба перед Алисой происходи на третьем этапе {\displaystyle (3)}, когда Трент показывает Алисе, что он получил случайное число {\displaystyle R_{A}} именно от Боба (поскольку в сообщении присутствует идентификатор Боба {\displaystyle B})[1].

В результате протокола Yahalom Алиса и Боб убеждены, что общаются друг с другом, а не с неизвестной третьей стороной. В отличие от протокола Wide-Mouth Frog стороны имеют возможность убедиться, что промежуточный сервер генерирует общий секретный ключ именно для них двоих, а не для какой-то третьей стороны (хотя от полной компрометации доверенной стороны этот протокол не защищает).

## Уязвимости протокола
Протокол Yahalom имеет ряд уязвимостей, которыми могут воспользоваться злоумышленники.
- В рамках протокола Боб никак не продемонстрировал, что он успешно получил новый сессионный ключ {\displaystyle K} и может им пользоваться. Сообщение от Алисы на четвёртом этапе {\displaystyle (4)} могло быть перехвачено или изменено злоумышленниками. Но никакого ответа Алиса от Боба уже не ожидает и уверена, что протокол завершился успешно.

- На третьем этапе {\displaystyle (3)} Трент не включает случайное число {\displaystyle R_{B}} в сообщение {\displaystyle \left\{E_{B}(A,K)\right\}}, что позволяет Алисе заставить Боба принять старый сессионный ключ[3]. При этом протокол будет выглядеть следующем образом:

{\displaystyle (1)Alice\to \left\{A,R_{A}\right\}\to Bob}
{\displaystyle (2)Bob\to \left\{B,E_{B}(A,R_{A},R_{B})\right\}\to Trent}
Трент генерирует новый сессионный ключ {\displaystyle K}
{\displaystyle (3)Trent\to \left\{E_{A}(B,K,R_{A},R_{B}),E_{B}(A,K)\right\}\to Alice}
Алиса использует старый сессионный ключ {\displaystyle K^{*}} и отправляет сообщение
{\displaystyle E_{B}(A,K^{*})} из старого сеанса протокола{\displaystyle (4)Alice\to \left\{E_{B}(A,K^{*}),E_{K}(R_{B})\right\}\to Bob}

## Модификация протокола
В статье 1989 году Берроуз (англ. Michael Burrows), Абади (англ. Martin Abadi), Нидхэм (англ. Roger Needham) предложили свой вариант протокола Yahalom:
{\displaystyle (1)Alice\to \left\{A,R_{A}\right\}\to Bob}
{\displaystyle (2)Bob\to \left\{B,R_{B},E_{B}(A,R_{A})\right\}\to Trent}
{\displaystyle (3)Trent\to \left\{R_{B},E_{A}(B,K,R_{A}),E_{B}\left(A,K,R_{B}\right)\right\}\to Alice}
{\displaystyle (4)Alice\to \left\{E_{B}(A,K,R_{B}),E_{K}(R_{B})\right\}\to Bob}
В данном варианте протокола нет необходимости использовать несертифицированный ключ, поскольку своевременность последнего сообщения гарантируется случайным числом {\displaystyle R_{B}}. Исчезает необходимость шифрования случайного числа Боба {\displaystyle R_{B}} на втором этапе {\displaystyle (2)} и в первом сообщении третьего этапа {\displaystyle (3)}. В результате получается тот же результат, но с меньшим количеством шифрования.